# Ametroglossus
Ametroglossus is een geslacht van kevers uit de familie van de loopkevers (Carabidae). De wetenschappelijke naam van het geslacht is voor het eerst geldig gepubliceerd in 1914 door Sloane.

## Soorten
Het geslacht Ametroglossus is monotypisch en omvat slechts de volgende soort:
- Ametroglossus ater (W.J.Macleay, 1887)